# Мартин Гонсалес, Анхель
Анхель Мартин Гонсалес (исп. Ángel Martín González; род. 3 января 1953) — испанский шахматист, международный мастер (1981).
Чемпион Испании (1976, 1984, 1986 и 2000). В составе сборной Испании участник 4-х Олимпиад (1976, 1982—1986). Участник межзонального турнира в Биле (1985).

## Изменения рейтинга
| Графики недоступны из-за технических проблем. См. информацию на Фабрикаторе и на mediawiki.org. |